# Paladi(II) iodide
Palađi(II) iodide là một hợp chất vô cơ của palađi và iod có công thức PdI2. Nó có sẵn trên thị trường, mặc dù ít phổ biến hơn so với palađi(II) chloride, điểm vào thông thường của hóa học palađi.
Trong lịch sử, số lượng palađi trong một mẫu có thể được xác định bằng trọng lượng thông qua cách kết tủa palađi(II) iodide. Không giống như chloride và bromide, palađi(II) iodide không hoàn toàn hòa tan trong iod dư thừa.

## Hợp chất khác
PdI2 còn tạo một số hợp chất với NH3, như PdI2·2NH3 là chất rắn màu vàng hay PdI2·4NH3 là tinh thể không màu, kém ổn định.
PdI2 còn tạo một số hợp chất với CS(NH2)2, như PdI2·4CS(NH2)2 là chất rắn đỏ cam, d = 2,41 g/cm³.